# Jon Corzine

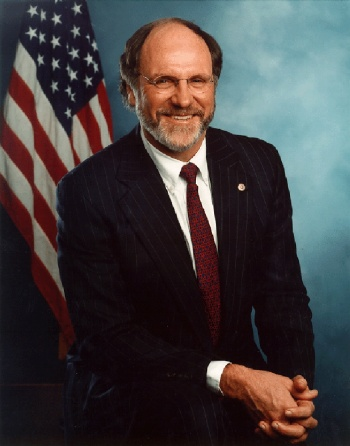
Jon Corzine

Jon Stevens Corzine (* 1. Januar 1947 in Taylorville, Illinois) ist ein US-amerikanischer Bankmanager und Politiker (Demokratische Partei).

## Leben

### Ausbildung und Beruf
Corzine wuchs in Illinois auf einer kleinen Farm in Willey Station nahe der Kleinstadt Taylorville auf. Nach Beendigung der Schule studierte er an der University of Illinois und erhielt dort 1969 einen Bachelor of Arts. Von 1969 bis 1975 gehörte er der U.S. Marine Corps Reserves an. Des Weiteren wurde Corzine im Finanzsektor tätig und arbeitete als Portfolioanalyst bei der Continental Illinois National Bank in Chicago. Ab 1970 besuchte er die University of Chicago Graduate School of Business und erhielt dort 1973 einen Master of Business Administration. Corzine wurde nun für Bank Ohio, eine Regionalbank in Columbus, Ohio, tätig. Im Jahr 1975 begann er für Goldman Sachs zu arbeiten und zog mit seiner Familie nach New Jersey. 1980 wurde er Partner bei Goldman Sachs. 1994 übernahm er das Amt des Vorsitzenden und des Chief Executive Officer (CEO). Unter seiner Führung erfolgte der Börsengang des Unternehmens. 1999 wurde er von Henry Paulson als Vorsitzender und CEO abgelöst.

### Politische Karriere
Im November 2000 wurde Corzine als Demokrat in den Senat der Vereinigten Staaten gewählt und vertrat dort den Bundesstaat New Jersey vom 3. Januar 2001 bis zum 17. Januar 2006, als er sein Mandat niederlegte, um der 54. Gouverneur von New Jersey zu werden. Er hatte sich hierbei bei der 2005 stattfindenden Gouverneurswahl mit 53,47 % gegen seinen republikanischen Konkurrenten Douglas Forrester durchgesetzt und löste damit Senatspräsident Richard Codey ab, der das Amt seit dem Rücktritt des ursprünglichen Gouverneurs, James McGreevey, kommissarisch geführt hatte. Corzines vakanten Sitz im Senat der Vereinigten Staaten übernahm wiederum der bisherige demokratische Kongressabgeordnete Bob Menendez.
Am 12. April 2007 erlitt Corzine einen schweren Autounfall und befand sich für einige Zeit in kritischem Zustand. Codey übernahm nun erneut kommissarisch die Rolle des Gouverneurs und vertrat Corzine bis zu seiner Genesung, bis zum 7. Mai 2007. Am 17. Dezember 2007 unterschrieb Corzine, selbst Gegner der Todesstrafe, ein Gesetz zu ihrer Abschaffung in New Jersey. Bei den Gouverneurswahlen am 3. November 2009 verlor er gegen den Republikaner Chris Christie. Seine Amtszeit endete daher mit dessen Amtseinführung am 19. Januar 2010.

### Weitere berufliche Karriere
Im März 2010 war Corzine zum CEO des Finanzunternehmens MF Global ernannt worden, das 2011 Insolvenz anmelden musste. Er trat von seinem Posten Anfang November 2011 zurück, nachdem die Aufsichtsbehörden Ermittlungen eingeleitet hatten, unter anderem wegen der mutmaßlichen Veruntreuung von Kundengeldern in Höhe von etwa 700 Millionen US-Dollar.
Corzine gehört der United Church of Christ an. Er ist Vater dreier Kinder.